# Begrijpend denken
Begrijpend denken is als filosofisch begrip vooral verbonden met het dialectisch denken van Hegel. Hegel zelf verwees er onder meer naar met "begreifendes Erkennen". In verband met kunst spreekt Hegel ook wel van een "Gestaltung", de zinnelijke, vormgegeven verbeelding van het absolute. Voor Hegel was de taak van de filosofie niet het verzamelen van subjectieve en toevallige meningen ("doxografie"), maar het zoeken naar een allesomvattend inzicht.

## Onderscheid verstandelijk en begrijpend denken
De filosofen Immanuel Kant en  Georg Wilhelm Friedrich Hegel maakten onderscheid tussen "verstandelijk" en "redelijk denken". Het eerste beschreven zij als analytisch, begrensd en gericht op kennis, en het tweede als samenvattend, allesomvattend en wetend. Zij bedoelen hier niet mee dat er twee soorten van denken bestaan waarbij de eerste soort niet 'deugt'. In feite gaat het om ontwikkelingsfasen van het denken: van analytisch naar samenvattend denken, vervolgens naar samenhangend, 'begrijpend' denken.

## Van analytisch denken tot absoluut weten
Hegel zag de taak van de filosofie als volgt: "De filosofie is de objectieve wetenschap van de waarheid, de wetenschap van haar noodzakelijkheid, begrijpend kennen ("begreifendes Erkennen"), géén menen en géén uitspinnen van meningen" (Vorlesungen über die Geschichte der Philosophie). De studie van de geschiedenis van de filosofie ging bij hem niet om  het louter 'weten', maar om het "verstehen", het inzichtelijk begrijpen. In zijn "Enzyclopädie" begint Hegel met de logica, de zuivere speculatieve gedachte (het analytische denken , zoals bv. bij Aristoteles) en hij eindigt met "het absolute weten", de zelfbewuste, zichzelf begrijpende absolute (bovenmenselijke) abstracte "Geist". In zijn Encyclopedie maakt Hegel een nieuwe en opvallende indeling in "Subjectieve", "Objectieve" en "Absolute geest", waarbij de eerste het individuele bewustzijn met denken, voelen en willen behandelt, de tweede betrekking heeft op geschiedenis en maatschappij, en de derde waarbij filosofie, kunst en religie beschouwd worden als uitdrukkingen van de 'absolute geest'. Pas hierin bereikt de 'geest' zijn hoogste vorm van ontplooiing, een volledig begrijpen. Werkelijkheid en redelijkheid vallen hierin samen, omdat nu ingezien wordt dat alleen datgene echt werkelijk is wat redelijk kan begrepen worden en, omgekeerd, dat het redelijke werkelijkheidswaarde bezit.

## Van bewustzijn tot zelfbewustzijn
Hegel zag al het bestaande niet als een statisch geheel, maar als een dynamische, zichzelf voortbrengende werkelijkheid. Bij deze zelfontwikkeling onderscheidde hij drie fasen, die later 'these', 'antithese' en 'synthese' zouden worden genoemd. Hegel zelf sprak over 'aufheben', wat begrepen kan worden als 'afschaffen, optillen en bewaren.' Deze fasen van het proces meende hij te onderkennen in de geschiedenis, zowel als in de ontwikkeling van de wereldgeest als die van de menselijke geest. Dit proces, waarbij eerst wordt gesteld, vervolgens ontkend, en ten slotte verzoend, noemt met het dialectisch proces. De overgang van bewustzijn naar een verhoogde staat van zelfbewustzijn voltrekt zich in iedere fase opnieuw, tot ten slotte het zelfbewustzijn ervaart alle realiteit te zijn en zo tot het absolute weten komt. Bij Hegel verloopt de weg naar hoger inzicht niet van het concrete naar het abstracte, maar net omgekeerd, en pas de laatste fase van waarheid zou alles, het volledige begrip, bevatten, terwijl de vroegere fasen slechts momenten van het geheel voorstellen.